# Le Petit Ministre
Pour plus de détails, voir Fiche technique et Distribution.
Le Petit Ministre (titre original : The Little Minister) est un film américain réalisé par Richard Wallace, sorti en 1934.
Situé dans l'Écosse rurale des années 1840, le film explore les questions de travail et de classe sociale.

## Synopsis
Gavin Dishart est un ecclésiastique guindé nouvellement affecté à l'église Auld Licht de Thrums, tandis que Babbie, est une membre de la noblesse qui se déguise en gitane afin d'interagir librement avec les villageois locaux et de les protéger de son fiancé. Ce dernier, Lord Rintoul, souhaite les garder sous son contrôle comme des serfs. À son arrivée, les habitants du village baptisent Dishart du surnom de "petit ministre" en raison de son jeune âge et de sa petite taille. Au début, le révérend est effrayé par Babbie aussi fougueuse que voluptueuse mais il en vient rapidement à apprécier sa bonté intérieure. Petit à petit, naît une relation amoureuse entre eux mais cela scandalise aussitôt les habitants de la ville. Sa position de ministre du culte est alors sérieusement menacée, mais Dishart saura faire preuve d'héroïsme, ce qui fera changer le jugement des villageois.

## Fiche technique
- Titre original : The Little Minister
- Réalisation : Richard Wallace
- Scénario : Jane Murfin, Sarah Y. Mason et Victor Heerman d'après le roman et la pièce de J. M. Barrie
- Scènes additionnelles : Mortimer Offner et Jack Wagner
- Photographie : Henry W. Gerrard
- Montage : William Hamilton
- Musique : Max Steiner
- Direction artistique : Carroll Clark et Van Nest Polglase
- Costumes : Walter Plunkett
- Producteur : Pandro S. Berman
- Société de production : RKO Pictures
- Pays de production :  États-Unis
- Langue : anglais
- Format : Noir et blanc — 35 mm — 1,37:1 — Son : Mono (RCA Victor System)
- Genre : Film dramatique
- Durée : 110 minutes (1 h 40)
- Date de sortie :
  - États-Unis :28 décembre 1934

## Distribution
- Katharine Hepburn : Barbara 'Babbie'
- John Beal : Révérend Gavin Dishart
- Alan Hale : Rob Dow
- Donald Crisp : Docteur McQueen
- Lumsden Hare : Tammas Whammond
- Andy Clyde : Wearyworld, le policier
- Beryl Mercer : Mme Margaret Dishart
- Billy Watson : Micah Dow
- Dorothy Stickney : Jean Proctor
- Mary Gordon : Nanny Webster
- Frank Conroy : Lord Milford Rintoul
- Eily Malyon : Lady Evalina Rintoul
- Reginald Denny : Capitaine Halliwell
- Leonard Carey : Hendry Munn
- Herbert Bunston : M. Carfrae
- Harry Beresford : John Spens

Acteurs non crédités
- Elsa Buchanan : une villageoise
- E. E. Clive : Shérif Greer
- Byron Foulger : un villageois